# Filipijns Olympisch Comité
Het Filipijns Olympisch Comité (Engels:Philippine Olympic Commitee of afgekort POC) is het Nationaal olympisch comité van de Filipijnen. Het Filipijns Olympisch Comité is een particuliere, niet-gouvernementele organisatie en de moederorganisatie van alle Nationale Sport Associaties van Filipijnen. Het Filipijns Olympisch Comité is financieel onafhankelijk van de Filipijnse overheid. De Nationale Sport Associaties krijgen wel financiële ondersteuning van de Philippine Sports Commission.

## Lijst van presidenten van het Filipijns Olympisch Comité
- Ambrosio Padilla (1975–1976)
- Nereo Andolong (1977–1980)
- Julian Malonso (1980; tijdelijk)
- Michael Keon (1981–1984)
- Jose Sering (1985–1992)
- Rene Cruz (1993–1996)
- Cristina Ramos (1997–1999)
- Celso Dayrit (1999–2004)
- Jose Cojuangco jr. (2005–2018)
- Ricky Vargas (2018–2019)
- Joey Romasanta (2019)
- Abraham Tolentino (2019–heden)